# Puchar Federacji Piłki Nożnej ZSRR
Puchar Federacji Piłki Nożnej ZSRR (ros. Кубок Федерации футбола СССР) – cykliczne rozgrywki piłkarskie, przeprowadzane systemem pucharowym, organizowane corocznie (co sezon) w latach 1986–1990 przez Federację Piłki Nożnej ZSRR dla radzieckich, męskich, profesjonalnych drużyn klubowych z Wyższej Ligi.

## Historia
Rozgrywki o Puchar Federacji Piłki Nożnej ZSRR zostały organizowane na podobieństwo Pucharu Ligi Angielskiej, w którym mogą uczestniczyć jedynie zespoły Wyższej Ligi ZSRR. Pierwsza edycja oficjalnego Pucharu Federacji odbyła się w sezonie 1986 i zakończyła się triumfem Dnipra Dniepropietrowsk, którzy pokonali Zenit Leningrad 2:0. W 1989 roku turniej został przekształcony w Puchar Futbolowego Związku ZSRR, podczas gdy sam związek piłkarski nie istniał – konferencja mająca na celu jego powołanie opowiedziała się za utworzeniem Związku Lig Piłkarskich ZSRR.

## Format
W rozgrywkach uczestniczyli kluby występujące w Wyższej Lidze. We wszystkich rywalizacjach od pierwszej rundy do finału o zwycięstwie decydował pojedynczy mecz (od 1987 roku w dwóch meczach). Najpierw drużyny były podzielone na cztery grupy, z których zwycięzcy przechodziły do półfinałów. Zwycięzca kwalifikował się do dalszych gier, a pokonany odpadał z rywalizacji. W wypadku kiedy w regulaminowym czasie gry padł remis zarządzana była dogrywka, a jeśli i ona nie przyniosła rozstrzygnięcia, to dyktowane były rzuty karne. Finał rozgrywano na stadionach neutralnych. Rozgrywki składały się z 3 etapów: rundy grupowej, półfinałów i finału.

## Zwycięzcy i finaliści
| Sezon                                                                  | K | K | T | Zwycięzca               | Wynik | Finalista               | Data, miejsce                                       | Br. | Król strzelców                                                                     | Uwagi                        |
| Puchar Federacji Piłki Nożnej ZSRR (ros. Кубок Федерации футбола СССР) |   |   |   |                         |       |                         |                                                     |     |                                                                                    |                              |
| 1986                                                                   |   |   | 1 | Dnipro Dniepropietrowsk | 2:0   | Zenit Leningrad         | 4.11.1986, Stadion Republikański, Kiszyniów, 20.000 | 5   | Ołeh Taran                                                                         | 16 klubów w 4gr.+ faza puch. |
| 1987                                                                   |   |   | 1 | Spartak Moskwa          | 4:1   | Metalist Charków        | 18.11.1987, Olimpijskij, Moskwa, 15.000             | 5   | Vidmantas Rasiukas                                                                 | 16 klubów w 4gr.+ faza puch. |
| 1988                                                                   |   |   | 1 | Kajrat Ałma-Ata         | 4:1   | Neftczi Baku            | 22.11.1988, Stadion Republikański, Donieck, 900     | 11  | Wiktor Karaczun                                                                    | 16 klubów w 4gr.+ faza puch. |
| Puchar Związku Piłki Nożnej ZSRR (ros. Кубок Футбольного союза СССР)   |   |   |   |                         |       |                         |                                                     |     |                                                                                    |                              |
| 1989                                                                   |   |   | 2 | Dnipro Dniepropietrowsk | 2:1   | Dynama Mińsk            | 5.11.1989, Stadion Meteor, Dniepropietrowsk, 6.000  | 4   | Siarhiej Hierasimiec, Alelsiej Koboziew                                            | 16 klubów w 4gr.+ faza puch. |
| 1990                                                                   |   |   | 1 | Czornomoreć Odessa      | 2:0   | Dnipro Dniepropietrowsk | 6.07.1990, Stadion Czornomoreć, Odessa, 3.100       | 3   | Alelsiej Koboziew, Mykoła Kudrycki, Michaił Marchiel, Wałentyn Moskwin, Iwan Hecko | 9 klubów w 2gr.+ faza puch.  |

Uwagi:

- wytłuszczono i kursywą oznaczone zespoły, które w tym samym roku wywalczyły mistrzostwo i Puchar kraju (dublet),
- wytłuszczono zespoły, które zdobyły mistrzostwo kraju,
- kursywą oznaczone zespoły, które zdobyły Puchar kraju.

## Statystyka

### Klasyfikacja według klubów
W dotychczasowej historii finałów o Puchar Federacji Piłki Nożnej ZSRR na podium oficjalnie stawało w sumie 8 drużyn. Liderem klasyfikacji jest Dnipro Dniepropietrowsk, który zdobył trofeum 2 razy.
Stan na 19.04.2023 
| Lp. | Klub               | Zdobywca | Finalista               | Zwycięskie sezony | Przegrane finały |   |   |            |      |
| --- | ------------------ | -------- | ----------------------- | ----------------- | ---------------- | - | - | ---------- | ---- |
| Lp. | Klub               | 1.       | Dnipro Dniepropietrowsk | Zwycięskie sezony | Przegrane finały | 2 | 1 | 1986, 1989 | 1990 |
| 2.  | Spartak Moskwa     | 1        | 0                       | 1987              |                  |   |   |            |      |
| 2.  | Kajrat Ałma-Ata    | 1        | 0                       | 1988              |                  |   |   |            |      |
| 2.  | Czornomoreć Odessa | 1        | 0                       | 1990              |                  |   |   |            |      |
| 5.  | Zenit Leningrad    | 0        | 1                       |                   | 1986             |   |   |            |      |
| 5.  | Metalist Charków   | 0        | 1                       |                   | 1987             |   |   |            |      |
| 5.  | Neftczi Baku       | 0        | 1                       |                   | 1988             |   |   |            |      |
| 5.  | Dynama Mińsk       | 0        | 1                       |                   | 1989             |   |   |            |      |

### Klasyfikacja według miast
Stan na 19.04.2023 
| Miasto           | Liczba tytułów | Kluby                       |
| ---------------- | -------------- | --------------------------- |
| Dniepropietrowsk | 2              | Dnipro Dniepropietrowsk (2) |
| Ałmaty           | 1              | Kajrat Ałma-Ata (1)         |
| Moskwa           | 1              | Spartak Moskwa (1)          |
| Odessa           | 1              | Czornomoreć Odessa (1)      |